# Фуругельм, Гаральд Васильевич
Га́ральд Васи́льевич Фуруге́льм (швед. Karl Harald Felix Furuhjelm; 30 мая 1830, Гельсингфорс — 6 апреля 1871, Находка) — управляющий Сибирским удельным ведомством в Находке с 1867 по 1871 годы.

## Биография
Родился 30 мая 1834 году в Гельсингфорсе в Великом княжестве Финляндском. В 1854 году окончил юридический факультет Александровского университета Хельсинки. По распределению был направлен на службу в Иркутск в главное управление генерал-губернатора Восточной Сибири, на должность переводчика европейских языков.
В 1855—1860 годах участвовал в экспедициях по Восточной Сибири, в том числе под руководством генерал-губернатора Муравьева-Амурского.
В 1860 году уехал в Петербург, где работал в царском правительстве по делам Великого княжества Финляндского.
По поручению нового генерал-губернатора Восточной Сибири Михаила Корсакова в 1866 году возглавил экспедицию по обследованию берегов залива Петра Великого между реками Суйфун и Сучан Южно-Уссурийского края для переселения крестьян из центральных регионов России; составил план будущего расположения фактории.
В ходе экспедиции горным инженером Таскиным на реке Сучан были обнаружены залежи каменного угля. В марте 1867 года с отчётом о проделанной работе Гаральд Фуругельм добрался по морю до Петербурга, где впоследствии был переведён в Удельное ведомство империи и назначен управляющим землями ведомства в Приморской области с центром в гавани Находка.
Из Петербурга вместе с Фуругельмом в Находку отправились землемер Шишкин, бухгалтер Крюков, заместитель управляющего и два медика. Прибыв на последнее место службы, приступил к исполнению обязанностей управляющего 13 ноября 1868 года. Руководил строительством фактории.
Скончался от гангрены ноги в Находке 6 апреля 1871 года. Похоронен на местном кладбище напротив мыса Астафьева, позднее снесённом при строительстве порта в 1940-е гг.

### Семья
Братья:
- Оттон Фуругельм — генерал Московского военного округа;
- Иван Фуругельм — военный губернатор Приморской области, покинул Дальний Восток осенью 1871 года.